# Lijst van rijksmonumenten in Delft/Markt
De Zuid-Hollandse stad Delft telt 56 inschrijvingen in het rijksmonumentenregister die zijn gelegen aan of bij de Markt. Hieronder een overzicht van deze monumenten.
| Object | Oorspronkelijke functie? | Bouwjaar                                                                                                   | Architect            | Locatie                                     | Coördinaten?                 | Nr.?   | Afbeelding        |
| --- | ------------------------ | --- | -------------------- | ------------------------------------------- | ---------------------------- | ------ | ----------------- |
| standbeeld | Gedenkteken              | 1886 |                      | Markt ongenummerd, standbeeld hugo de groot | 52° 0' 45" NB, 4° 21' 19" OL | 525336 | Meer afbeeldingen |
| Winkelwoonhuis met winkelpui in de trant van het neoclassicisme | Werk-woonhuis            | tweede helft 19e eeuw                                                                                      |                      | Markt 23                                    | 52° 0' 40" NB, 4° 21' 30" OL | 525338 | Meer afbeeldingen |
| Woonhuis annex winkel | Woonhuis                 | 1886 | C.B. Posthumus Meyes | Markt 45                                    | 52° 0' 41" NB, 4° 21' 33" OL | 525339 | Meer afbeeldingen |
| Nieuwe Kerk | Kerk en kerkonderdeel    | 1396-1496 (toren)                                                                                          |                      | Markt 80                                    | 52° 0' 44" NB, 4° 21' 39" OL | 11872  | Meer afbeeldingen |
| Pand van parterre en twee verdiepingen onder schilddak | Woonhuis                 | mogelijk 17e eeuw (pand) 1889 (voorzijde en rechterdeel) eerste helft 19e eeuw (karakter lijstgevel)       |                      | Markt 1b-e, 3                               | 52° 0' 41" NB, 4° 21' 29" OL | 11873  | Meer afbeeldingen |
| Pand met aan de marktzijde een gedeelte onder dwars schilddak en met eenvoudige lijstgevel en aan de zijde van de Wijnhaven een gedeelte onder schilddak loodrecht op de straatas en met de                                             | Woonhuis                 | mogelijk 18e eeuw (pand) tweede helft 18e eeuw (lijstgevel)                                                |                      | Markt 5-7                                   | 52° 0' 41" NB, 4° 21' 28" OL | 11874  | Meer afbeeldingen |
| Hoekpand Waagsteeg. Aan de Marktzijde eenvoudige gevel met links enkele natuurstenen hoekblokken en afgedekt door een rechte kroonlijst. Gepleisterde zijgevel en door wijziging van het dak met grote dakkapellen bedorven achtergevel | Woonhuis                 | 17e eeuw                                                                                                   |                      | Markt 9 Wijnhaven 23                        | 52° 0' 41" NB, 4° 21' 28" OL | 11875  | Meer afbeeldingen |
| Waag | Handel en kantoor        | 1770 (jaartal)                                                                                             |                      | Markt 11 Wijnhaven 24                       | 52° 0' 40" NB, 4° 21' 29" OL | 11876  | Meer afbeeldingen |
| Pand met aan de marktzijde ongeveer vierkant voorhuis onder dwars schilddak | Woonhuis                 | tweede kwart 18e eeuw                                                                                      |                      | Markt 15                                    | 52° 0' 40" NB, 4° 21' 29" OL | 11877  | Meer afbeeldingen |
| Stadsboterhuis | Handel en kantoor        | 1765 |                      | Markt 17                                    | 52° 0' 40" NB, 4° 21' 30" OL | 11878  | Meer afbeeldingen |
| Pand onder schilddak en met aan de markt en aan de oude langendijk eenvoudige gevels onder rechte lijsten | Woonhuis                 | mogelijk 18e eeuw                                                                                          |                      | Markt 27                                    | 52° 0' 40" NB, 4° 21' 31" OL | 11879  | Meer afbeeldingen |
| Pand onder hoog schilddak en met aan de marktzijde eenvoudige lijstgevel | Woonhuis                 | tweede helft 18e eeuw                                                                                      |                      | Markt 29                                    | 52° 0' 40" NB, 4° 21' 31" OL | 11880  | Meer afbeeldingen |
| Pand met aan de marktzijde een dwars schilddak en aan de oude langendijk een zadeldak tegen puntgevel | Werk-woonhuis            | 18e eeuw                                                                                                   |                      | Markt 31-35                                 | 52° 0' 40" NB, 4° 21' 31" OL | 11881  | Meer afbeeldingen |
| Pand onder zadeldak tussen puntgevels | Woonhuis                 | mogelijk 17e eeuw                                                                                          |                      | Markt 39                                    | 52° 0' 40" NB, 4° 21' 32" OL | 11882  | Meer afbeeldingen |
| Pand onder schilddak | Woonhuis                 | mogelijk 18e eeuw (pand) derde kwart 19e eeuw (lijstgevel)                                                 |                      | Markt 43                                    | 52° 0' 41" NB, 4° 21' 33" OL | 11883  | Meer afbeeldingen |
| Pand met aan de marktzijde verdienstelijke neo-gotische bakstenen gevel | Werk-woonhuis            | mogelijk 17e eeuw                                                                                          |                      | Markt 47                                    | 52° 0' 41" NB, 4° 21' 33" OL | 11884  | Meer afbeeldingen |
| Pand met onder het voorste gedeelte een dwars en achter een loodrecht op de straatas staand schilddak | Werk-woonhuis            | mogelijk 17e-18e eeuw (pand) tweede kwart 19e eeuw (karakter voorgevel)                                    |                      | Markt 49-51                                 | 52° 0' 41" NB, 4° 21' 33" OL | 11885  | Meer afbeeldingen |
| Pand onder een hoog schilddak met het nr 51 | Werk-woonhuis            | mogelijk 16e eeuw (pand) 18e eeuw (gevel)                                                                  |                      | Markt 53                                    | 52° 0' 41" NB, 4° 21' 34" OL | 11886  | Meer afbeeldingen |
| Ondiep pand op de hoek van het verbindingsstraatje tussen Markt en O. Langendijk. Gepleisterde voorgevel, waarvan het rechterdeel hoger is opgehaald en beëindigd als klokgevel onder rollaag                                           | Woonhuis                 | mogelijk 17e eeuw                                                                                          |                      | Markt 55                                    | 52° 0' 41" NB, 4° 21' 34" OL | 11887  | Meer afbeeldingen |
| Pand met aan de voor- en achterzijde bakstenen klokgevels | Werk-woonhuis            | tweede kwart 18e eeuw (pand) derde kwart 19e eeuw (winkelpui) 1962-1963 (winkelpui)                        |                      | Markt 57                                    | 52° 0' 41" NB, 4° 21' 34" OL | 11888  | Meer afbeeldingen |
| Pand onder zadeldak, dat aan de marktzijde wordt afgesloten door een klok- en aan de achterzijde door een eenvoudige puntgevel | Werk-woonhuis            | tweede helft 17e eeuw (pand) 1962 (rest.) 18e eeuw (winkelpui)                                             |                      | Markt 59                                    | 52° 0' 41" NB, 4° 21' 35" OL | 11889  | Meer afbeeldingen |
| Pand onder schilddak en met aan de marktzijde een eenvoudige lijstgevel | Werk-woonhuis            | mogelijk 17e eeuw (pand) eerste helft 19e eeuw (lijstgevel)                                                |                      | Markt 63                                    | 52° 0' 42" NB, 4° 21' 35" OL | 11890  | Meer afbeeldingen |
| Pand met aan de achterzijde een gepleisterde puntgevel en aan de marktzijde een lijstgevel met lage bovenverdieping | Werk-woonhuis            | 17e eeuw (pand) eerste helft 19e eeuw (lijstgevel)                                                         |                      | Markt 65                                    | 52° 0' 42" NB, 4° 21' 35" OL | 11891  | Meer afbeeldingen |
| Pand onder schilddak | Werk-woonhuis            | 16e eeuw                                                                                                   |                      | Markt 67                                    | 52° 0' 42" NB, 4° 21' 35" OL | 11892  | Meer afbeeldingen |
| Pand onder schilddak, dat aan de voor- en achterzijde gepleisterde gevels onder rechte kroonlijsten bezit | Werk-woonhuis            | 1657 |                      | Markt 69                                    | 52° 0' 42" NB, 4° 21' 36" OL | 11893  | Meer afbeeldingen |
| Pand met aan de voorzijde eenvoudige lijstgevel verhoogd met een verdieping en zolderverdieping tezelfdertijd dat de voorgevel | Werk-woonhuis            | derde kwart 19e eeuw (lijstgevel) 16e eeuw (gepleisterde gevel)                                            |                      | Markt 71                                    | 52° 0' 42" NB, 4° 21' 36" OL | 11894  | Meer afbeeldingen |
| Pandje van parterre met verdieping en met schilddak | Werk-woonhuis            | mogelijk 18e eeuw                                                                                          |                      | Markt 75                                    | 52° 0' 42" NB, 4° 21' 36" OL | 11895  | Meer afbeeldingen |
| Pand onder schilddak en met aan de voor- en achterzijde eenvoudige gevels onder rechte lijsten | Woonhuis                 | mogelijk 18e eeuw                                                                                          |                      | Markt 77                                    | 52° 0' 42" NB, 4° 21' 36" OL | 11896  | Meer afbeeldingen |
| Pand onder schilddak | Woonhuis                 | mogelijk 17e eeuw                                                                                          |                      | Markt 81                                    | 52° 0' 42" NB, 4° 21' 37" OL | 11898  | Meer afbeeldingen |
| Pand onder hoog schilddak met aan de marktzijde gepleisterde lijstgevel | Woonhuis                 | 17e eeuw                                                                                                   |                      | Markt 83                                    | 52° 0' 42" NB, 4° 21' 37" OL | 11899  | Meer afbeeldingen |
| Pand onder schilddak en met voor de bovenverdieping een van ruiten voorziene loggia op gietijzeren zuiltjes en met bewerkte daklijst | Woonhuis                 | |                      | Markt 85                                    | 52° 0' 43" NB, 4° 21' 37" OL | 11900  | Meer afbeeldingen |
| Stadhuis van Delft | Overheidsgebouw          | ca. 1300 (toren)                                                                                           |                      | Markt 87                                    | 52° 0' 41" NB, 4° 21' 31" OL | 11901  | Meer afbeeldingen |
| De Kaerskorf | Woonhuis                 | 16e eeuw (oorsprong)                                                                                       |                      | Markt 2                                     | 52° 0' 42" NB, 4° 21' 29" OL | 11902  | Meer afbeeldingen |
| De Maen | Werk-woonhuis            | derde kwart 18e eeuw                                                                                       |                      | Markt 4                                     | 52° 0' 42" NB, 4° 21' 29" OL | 11903  | Meer afbeeldingen |
| Pand bestaande uit een voorhuis aan de markt met gepleisterde lijstgevel en zadeldak tussen puntgevels, evenwijdig aan de straat en een achterhuis onder afgeknot zadeldak aan de voldersgracht met ge                                  | Werk-woonhuis            | 17e eeuw                                                                                                   |                      | Markt 6                                     | 52° 0' 42" NB, 4° 21' 29" OL | 11904  | Meer afbeeldingen |
| Pand met aan de voorzijde een eenvoudige gevel onder rechte lijst en aan de achterzijde een boven het water overkraagde puntgevel | Woonhuis                 | 17e eeuw                                                                                                   |                      | Markt 8                                     | 52° 0' 42" NB, 4° 21' 30" OL | 11905  | Meer afbeeldingen |
| Pand met aan de marktzijde een gepleisterde lijstgevel en aan de achterzijde een boven het water overkraagde gevel onder rechte lijst                                                                                                   | Woonhuis                 | mogelijk 17e eeuw                                                                                          |                      | Markt 10                                    | 52° 0' 42" NB, 4° 21' 30" OL | 11906  | Meer afbeeldingen |
| Pand en aan de voorzijde een lijstgevel met stuc-fronton boven de vensters van de | Woonhuis                 | 17e eeuw                                                                                                   |                      | Markt 12                                    | 52° 0' 42" NB, 4° 21' 30" OL | 11907  | Meer afbeeldingen |
| Pand waarvan parterre samengetrokken tot een winkelruimte met het naastgelegen 14/16 | Woonhuis                 | 17e eeuw                                                                                                   |                      | Markt 18                                    | 52° 0' 42" NB, 4° 21' 31" OL | 11908  | Meer afbeeldingen |
| Hoekpand Bonte Ossteeg. Huis onder schilddak met aan de Marktzijde lijstgevel ca. 1800 en aan de achterzijde gevel uit de bouwtijd onder rechte kroonlijst                                                                              | Woonhuis                 | 17e eeuw                                                                                                   |                      | Markt 20                                    | 52° 0' 43" NB, 4° 21' 31" OL | 11909  | Meer afbeeldingen |
| Pand op de hoek van de bonte ossteeg | Woonhuis                 | 17e eeuw                                                                                                   |                      | Markt 24-26                                 | 52° 0' 43" NB, 4° 21' 31" OL | 11910  | Meer afbeeldingen |
| Pand met aan de achterzijde oorspronkelijke gevel, waarin vensters met zesruitsschuiframen, de top gewijzigd | Woonhuis                 | 17e eeuw (pand) 19e eeuw (top gewijzigd) 16e eeuw (oudere overkraging) laatste kwart 19e eeuw (lijstgevel) |                      | Markt 28                                    | 52° 0' 43" NB, 4° 21' 31" OL | 11911  | Meer afbeeldingen |
| Pand waarbij de oude topgevel verloren ging | Werk-woonhuis            | eerste kwart 17e eeuw (pand) eerste helft 19e eeuw (kroonlijst) 16e eeuw (korbelen)                        |                      | Markt 30                                    | 52° 0' 43" NB, 4° 21' 32" OL | 11912  | Meer afbeeldingen |
| Pand onder een schilddak, dat achter aansluit tegen een gepleisterde puntgevel | Werk-woonhuis            | mogelijk 17e eeuw                                                                                          |                      | Markt 32A                                   | 52° 0' 43" NB, 4° 21' 32" OL | 11913  | Meer afbeeldingen |
| Pand onder schilddak, dat aan de achterzijde wordt afgesloten door een puntgevel | Woonhuis                 | 17e eeuw (pand) eerste helft 19e eeuw (lijst)                                                              |                      | Markt 34                                    | 52° 0' 43" NB, 4° 21' 32" OL | 11914  | Meer afbeeldingen |
| Hoog pand onder schilddak, waarvan de voorgevel een rechte kroonlijst draagt | Werk-woonhuis            | ca. 1800                                                                                                   |                      | Markt 36                                    | 52° 0' 43" NB, 4° 21' 32" OL | 11915  | Meer afbeeldingen |
| Pand met gepleisterde achtergevel, waarin oude ankers en gesausde voorgevel met kroonlijst | Woonhuis                 | mogelijk 17e eeuw (pand) ca. 1800 (lijst)                                                                  |                      | Markt 38                                    | 52° 0' 43" NB, 4° 21' 33" OL | 11916  | Meer afbeeldingen |
| Pand onder schilddak en met aan de markt een voorgevel met lage bovenverdieping onder rechte lijst | Werk-woonhuis            | eerste kwart 19e eeuw                                                                                      |                      | Markt 44                                    | 52° 0' 43" NB, 4° 21' 33" OL | 11917  | Meer afbeeldingen |
| Pand met schilddak en in de achtergevel boven de vensters van de begane-grond ontlastingsbogen | Werk-woonhuis            | 17e eeuw (pand) tweede kwart 18e eeuw (voorgevel)                                                          |                      | Markt 48A                                   | 52° 0' 43" NB, 4° 21' 34" OL | 11918  | Meer afbeeldingen |
| Hoekpand Oude-Manhuissteeg. Monumentaal bouwlichaam met aan de Marktzijde een tot puntgevel genormaliseerde topgevel | Werk-woonhuis            | 16e eeuw                                                                                                   |                      | Markt 60-64                                 | 52° 0' 44" NB, 4° 21' 35" OL | 11919  | Meer afbeeldingen |
| Pand met aan de markt een tuitgevel, gepleisterd, en aan de voldersgracht een lijstgevel | Werk-woonhuis            | mogelijk 17e eeuw                                                                                          |                      | Markt 66                                    | 52° 0' 44" NB, 4° 21' 35" OL | 11920  | Meer afbeeldingen |
| Pand met aan de marktzijde een lijstgevel en aan de achterzijde een gevel uit de bouwtijd, later met een rechte lijst afgedekt | Woonhuis                 | mogelijk 17e eeuw (pand) tweede helft 19e eeuw (lijstgevel)                                                |                      | Markt 68                                    | 52° 0' 44" NB, 4° 21' 35" OL | 11921  | Meer afbeeldingen |
| Pand met hoog schilddak, aan de voorzijde eenvoudige lijstgevel en aan de achterzijde afgeknotte puntgevel | Woonhuis                 | 17e eeuw (pand) 19e eeuw (lijstgevel)                                                                      |                      | Markt 70                                    | 52° 0' 44" NB, 4° 21' 36" OL | 11922  | Meer afbeeldingen |
| De drie vergulde Acoleyen | Werk-woonhuis            | 1903 | C.J.L. Kersbergen    | Markt 17b-19                                | 52° 0' 39" NB, 4° 21' 29" OL | 525298 | Meer afbeeldingen |
| De zijworm | Werk-woonhuis            | 1903 | C.J.L. Kersbergen    | Markt 21                                    | 52° 0' 39" NB, 4° 21' 29" OL | 525299 | De zijworm        |
| Hoekpand opgetrokken in baksteen en verschillende soorten natuursteen | Werk-woonhuis            | 1913 | A. van der Lee       | Markt 1                                     | 52° 0' 42" NB, 4° 21' 28" OL | 525337 | Meer afbeeldingen |